# Guitar Town
Az 1986-os Guitar Town Steve Earle amerikai rock, country és folk énekes, zeneszerző debütáló nagylemeze. Az album vezette a Billboard country albumlistáját, míg a címadó dal a kislemezlistán a 7. helyig jutott. A címadó dal kapcsán két Grammy-jelölést kapott 1987-ben: legjobb férfi countryénekes és legjobb country dal.
Ez volt az egyik első country-album, amelyet digitálisan rögzítettek. 2003-ban 489. lett a Rolling Stone magazin Minden idők 500 legjobb albuma listáján. 2006-ban a CMT A country 40 legjobb albuma listáján a 27. helyet szerezte meg. Szerepel továbbá az 1001 lemez, amit hallanod kell, mielőtt meghalsz című könyvben.

## Az album dalai
|     | Cím                          | Szerző(k)                 | Hossz |
| --- | ---------------------------- | ------------------------- | ----- |
| 1.  | Guitar Town                  | Steve Earle               | 2:33  |
| 2.  | Goodbye's All We Got Left    | Earle                     | 3:16  |
| 3.  | Hillbilly Highway            | Earle, Jimbeau Hinson     | 3:36  |
| 4.  | Good Ol' Boy (Gettin' Tough) | Richard Bennett, Earle    | 3:58  |
| 5.  | My Old Friend the Blues      | Earle                     | 3:07  |
| 6.  | Someday                      | Earle                     | 3:46  |
| 7.  | Think It Over                | Bennett, Earle            | 2:13  |
| 8.  | Fearless Heart               | Earle                     | 4:04  |
| 9.  | Little Rock & Roller         | Earle                     | 4:49  |
| 10. | Down the Road                | Tony Brown, Earle, Hinson | 2:37  |

## Közreműködők
- Steve Earle – gitár, ének
- Bucky Baxter – pedal steel gitár
- Richard Bennett – gitár, hathúros basszusgitár, slap basszusgitár
- Paul Franklin – pedal steel gitár a Fearless Heart és Someday dalokon
- Emory Gordy, Jr. – nagybőgő, mandolin, basszusgitár
- John Jarvis – szintetizátor, zongora
- Ken Moore – orgona, szintetizátor
- Steve Nathan – szintetizátor
- Harry Stinson – dob, ének

## Fordítás
Ez a szócikk részben vagy egészben a Guitar Town című angol Wikipédia-szócikk ezen változatának fordításán alapul.  Az eredeti cikk szerkesztőit annak laptörténete sorolja fel. Ez a jelzés csupán a megfogalmazás eredetét és a szerzői jogokat jelzi, nem szolgál a cikkben szereplő információk forrásmegjelöléseként.